# مايكل فاسبندر
مايكل فاسبندر (بالإنجليزية: Michael Fassbender) هو ممثل أيرلندي ولد في 2 أبريل 1977 في هايدلبرغ - ألمانيا الغربية.
بدأ مايكل مسيرته الفنية في المسلسل الدرامي-الحربي عصبة الأخوة (2001)، لكن نجمه سطع في فيلم الدراما جوع (2008)، حيث ربح جائزة السينما المستقلة البريطانية لأفضل ممثل. أفلامه اللاحقة تشمل حوض سمك وأوغاد مجهولون (2009)، جين آير وطريقة خطيرة (2011)، بروميثيوس وفرانك (2012).
في 2011، جسد فاسبندر شخصية ماغنيتو في رجال-إكس: الدرجة الأولى، ثم شارك الدور نفسه مع إيان ماكيلين في رجال-إكس: أيام المستقبل الماضي (2014). أيضاً في 2011، تلقى فاسبندر مديح كبير لتجسيده دور مدمن جنس في عار، حيث ترشح لجائزة جائزة غولدن غلوب وجوائز الأكاديمية البريطانية للأفلام.
في 2013، ظهر فاسبندر في المستشار في ثاني فيلم له مع المخرج ريدلي سكوت بعد بروميثيوس. في 2015، جسد دور ستيف جوبز في فيلم السيرة الذاتية بنفس الاسم، حيث ترشح لجائزة الأوسكار لأفضل ممثل عن هذا الدور، وفي نفس السنة أخذ دور مكبث في الاقتباس الجديد لمسرحية وليام شكسبير.

## أعماله

### أفلام
| سنة  | عنوان أصلي                 | عنوان بالعربية                 | دور                   | ملاحظات |
| ---- | -------------------------- | ------------------------------ | --------------------- | --- |
| 2007 | 300                        | 300                            | ستيليوس               | |
| 2007 | Angel                      | ملاك                           | Esmé Howe-Nevinson    | |
| 2008 | Hunger                     | جوع                            | بوبي ساندز            | جائزة الفيلم المستقل البريطانية لأفضل ممثل |
| 2008 | Eden Lake                  | بحيرة عدن                      | ستيف                  | |
| 2009 | Blood Creek                | دم كريك                        | ريتشارد ويرث          | |
| 2009 | Fish Tank                  | حوض سمك                        | كونور                 | جائزة الفيلم المستقل البريطانية لأفضل ممثل مساعد |
| 2009 | Inglourious Basterds       | أوغاد مجهولون                  | الملازم ارشي هكوكس    | |
| 2010 | Centurion                  | قائد المئة                     | كوينتس دياس           | |
| 2010 | Jonah Hex                  | جونا هيكس                      | برك                   | |
| 2011 | Jane Eyre                  | جين أير                        | إدوارد روتشستر        | |
| 2011 | X-Men: First Class         | رجال-إكس: الجيل الأول          | إريك لانشير / ماغنيتو | |
| 2011 | A Dangerous Method         | طريقة خطيرة                    | كارل غوستاف يونغ      | |
| 2011 | Shame                      | عار                            | براندون سوليفن        | ترشيح - جائزة غولدن غلوب لأفضل ممثل - فيلم دراما ترشيح - جائزة البافتا لأفضل ممثل في دور رئيسي جائزة ستالايت لأفضل ممثل -فيلم روائي                                              |
| 2012 | Haywire                    | خارج السيطرة                   | بول                   | |
| 2012 | Prometheus                 | بروميثيوس                      | ديفيد                 | ترشح - جائزة زحل لأفضل ممثل مساعد |
| 2013 | 12Years a Slave            | 12 عاما من العبودية            | ادوين إبس             | ترشح - جائزة الأوسكار لأفضل ممثل مساعد ترشح - جائزة البافتا لأفضل ممثل في دور ثانوي ترشح - جائزة غولدن غلوب لأفضل ممثل مساعد - فيلم ترشح - جائزة الروح المستقلة لأفضل ممثل مساعد |
| 2013 | The Counselor              | المستشار                       | مستشار                | |
| 2013 | 1                          | 1                              |                       | |
| 2014 | 1: Life on the Limit       | الحياة على الحد                | راوي                  | |
| 2014 | Frank                      | فرانك                          | فرانك                 | |
| 2014 | X-Men: Days of Future Past | رجال-إكس: أيام المستقبل الماضي | إريك لانشير / ماغنيتو | |
| 2015 | Slow West                  | غرب بطيء                       | سيلاس سيليك           | |
| 2015 | Macbeth                    | مكبث                           | لورد مكبث             | |
| 2015 | Steve Jobs                 | ستيف جوبز                      | ستيف جوبز             | ترشح - جائزة الأوسكار لأفضل ممثل في دور رئيسي |
| 2016 | X-Men: Apocalypse          | رجال إكس: نهاية العالم         | إريك لانشير / ماغنيتو | |
| 2016 | The Light Between Oceans   | الضوء بين المحيطات             | توم شيربورن           | |
| 2016 | Trespass Against Us        | تعدي ضدنا                      | تشاد كاتلر            | |
| 2016 | Assassin's Creed           | عقيدة الحشاشين                 | كالوم لينش وأغيلار    | |
| 2017 | Song to Song               | أغنية لأغنية                   | كالوم لينش وأغيلار    | |
| 2017 | Alien: Covenant            | فضائي: كوفينانت                | ديفيد 8، والتر        | |
| 2017 | The Snowman                | رجل الثلج                      | هاري هول              | |

## روابط خارجية
- مايكل فاسبندر على موقع IMDb (الإنجليزية)
- مايكل فاسبندر على موقع ميتاكريتيك (الإنجليزية)
- مايكل فاسبندر على موقع الموسوعة البريطانية (الإنجليزية)
- مايكل فاسبندر على موقع روتن توميتوز (الإنجليزية)
- مايكل فاسبندر على موقع مونزينجر (الألمانية)
- مايكل فاسبندر على موقع قاعدة بيانات الأفلام العربية
- مايكل فاسبندر على موقع ألو سيني (الفرنسية)
- مايكل فاسبندر على موقع ميوزك برينز (الإنجليزية)
- مايكل فاسبندر على موقع تيرنر كلاسيك موفيز (الإنجليزية)
- مايكل فاسبندر على موقع أول موفي (الإنجليزية)
- مايكل فاسبندر على موقع DriverDB.com (الإنجليزية)